# Pojištěný
Pojištěný je fyzická nebo právnická osoba, na jejíž život, zdraví, majetek, odpovědnost za škodu nebo jiné hodnoty se vztahuje pojistný produkt (pojištění) ustavený pojistnou smlouvou. To se týká soukromého pojištění.
V případě, že pojištěný uzavřel smlouvu a platí pojistné, je tento zároveň i pojistníkem.
Pojistník je chápán jako osoba, která uzavřela pojistnou smlouvu, a to bez ohledu na to, vztahuje-li se pojistné krytí k ní, nebo k jiné osobě, která je v roli pojištěného. Pojistník je signatář pojistné smlouvy, čímž se zavazuje k platbě pojistného bez ohledu na to, zda se pojistné krytí vztahuje na něj, nebo na jinou osobu – pojištěného. Pojistník a pojištěný bývá často totožná osoba, není to ale pravidlem ani podmínkou pojistné smlouvy.
Pojištěný je často veřejností zaměňován s termínem pojištěnec, který představuje osobu, k níž se vztahuje veřejné pojištění, tzn. zdravotní a sociální (nemocenské a důchodové) pojištění.